# Struthio molybdophanes
Lo struzzo somalo (Struthio molybdophanes Reichenow, 1883) è un uccello della famiglia Struthionidae che vive tra la Somalia e il Kenya.
Come tutti gli struzzi è un uccello incapace di volare dal piumaggio nero e bianco con un lungo collo glabro ed occhi sporgenti.
Il suo habitat principale è la grande savana somala ove si ciba di una molteplicità di piccoli animali.
Per colpa della caccia di frodo, della distruzione del suo ambiente e della sanguinosa guerra civile che si combatte nel suo areale questa specie diventa sempre più rara.